# Coupe du monde de combiné nordique 1992-1993
Navigation
1991–1992 1993–1994
| \| Vuokatti Courchevel Saint-Moritz Schonach Saalfelden Lahti Oslo Štrbské Pleso \| Les sites des compétitions. |
| Vuokatti Courchevel Saint-Moritz Schonach Saalfelden Lahti Oslo Štrbské Pleso                                   |

La Coupe du monde de combiné nordique 1993 :

## Classement final
| Rang | Nom                 | Pays    | Points |
| ---- | ------------------- | ------- | ------ |
| 1    | Kenji Ogiwara       | Japon   | 185    |
| 2    | Fred Børre Lundberg | Norvège | 115    |
| 3    | Takanori Kōno       | Japon   | 112    |
| 4    | Masashi Abe         | Japon   | 94     |
| 5    | Allar Levandi       | Estonie | 62     |
| 6    | Knut Tore Apeland   | Norvège | 48     |
| 7    | Trond Einar Elden   | Norvège | 44     |
| 8    | Jean-Yves Cuendet   | Suisse  | 41     |
| 9    | Andreas Schaad      | Suisse  | 40     |
| 10   | Fabrice Guy         | France  | 39     |

## Calendrier
| Étape                                               | Date             | Épreuve                             | Vainqueur           | Deuxième            | Troisième           |
| Vuokatti                                            |                  |                                     |                     |                     |                     |
| 1.                                                  | 5 décembre 1992  | Gundersen individuel – K90 / 15 km  | Kenji Ogiwara       | Takanori Kōno       | Bjarte Engen Vik    |
| Courchevel                                          |                  |                                     |                     |                     |                     |
| 2.                                                  | 12 décembre 1992 | Gundersen individuel – K120 / 15 km | Kenji Ogiwara       | Allar Levandi       | Takanori Kōno       |
| Saint Moritz                                        |                  |                                     |                     |                     |                     |
| 3.                                                  | 19 décembre 1992 | Gundersen individuel – K94 / 15 km  | Kenji Ogiwara       | Takanori Kōno       | Masashi Abe         |
| Schonach (Coupe de la Forêt-noire)                  |                  |                                     |                     |                     |                     |
| 4.                                                  | 8 janvier 1993   | Gundersen individuel – K90 / 15 km  | Fred Børre Lundberg | Masashi Abe         | Kenji Ogiwara       |
| Saalfelden                                          |                  |                                     |                     |                     |                     |
| 5.                                                  | 23 janvier 1993  | Gundersen individuel – K85 / 15 km  | Kenji Ogiwara       | Thomas Dufter       | Jens Deimel         |
|                                                     |                  |                                     |                     |                     |                     |
| Falun Championnats du monde (19 au 28 février 1993) |                  |                                     |                     |                     |                     |
|                                                     |                  |                                     |                     |                     |                     |
| Lahti                                               |                  |                                     |                     |                     |                     |
| 6.                                                  | 5 mars 1993      | Gundersen individuel – K90 / 15 km  | Kenji Ogiwara       | Fred Børre Lundberg | Masashi Abe         |
| Oslo                                                |                  |                                     |                     |                     |                     |
| 7.                                                  | 12 mars 1993     | Gundersen individuel – K110 / 15 km | Takanori Kōno       | Kenji Ogiwara       | Jun’ichi Kogawa     |
| Štrbské Pleso                                       |                  |                                     |                     |                     |                     |
| 8.                                                  | 20 mars 1993     | Gundersen individuel – K90 / 15 km  | Kenji Ogiwara       | Takanori Kōno       | Fred Børre Lundberg |